# Pierre de Foix (1386–1464)

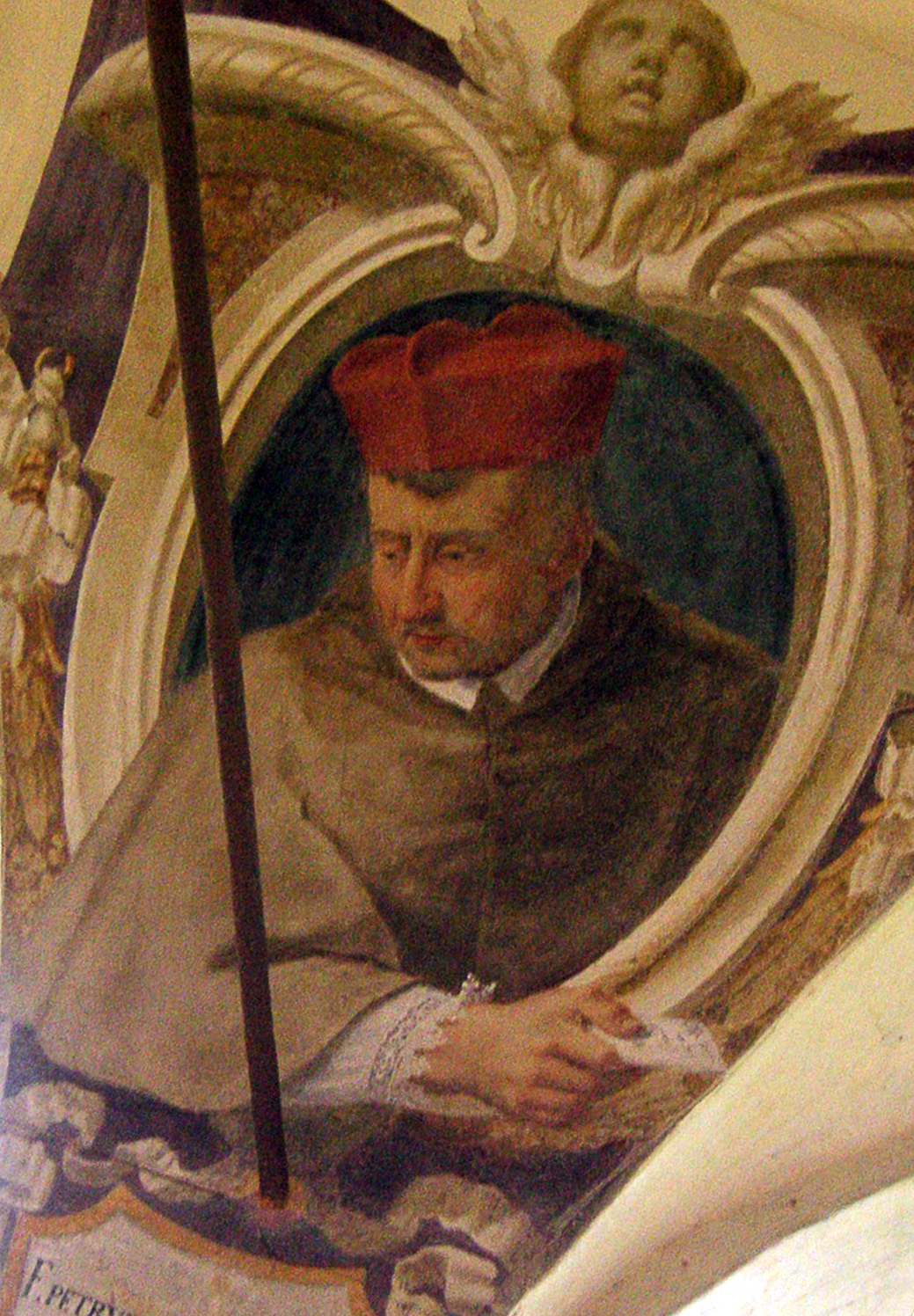
Kardinal Pierre de Foix – Bildnis im Kreuzgang der Kirche Ognissanti (Florenz)

Pierre de Foix OFM (* 1386; † 13. (oder 30.) Dezember 1464 in Avignon), genannt l’Ancien, war Kardinal (1414–1464, genannt Cardinal de Foix), der erste Legat des Papstes in Avignon (1433–1464), sowie Erzbischof von Arles (1450–1464).
Als Kardinal eines Gegenpapstes nahm er am Konzil von Konstanz teil, mit dem das Abendländische Schisma beendet wurde. Er behielt seinen Titel, obwohl er nun als Pseudokardinal galt, wurde aber in der Folge neben Stellvertretertätigkeiten (als Administrator) vor allem für Aufgaben eingesetzt, die nach Konstanz noch offen waren: 1429 erreichte er die Abdankung des verbliebenen Gegenpapstes Clemens VIII., 1430 übernahm er die Verwaltung des Comtat Venaissin und 1433 die Verwaltung Avignons. Erst mit 64 Jahren (1450) wurde zum Erzbischof ernannt, allerdings nicht von Avignon, sondern vom benachbarten Arles. Auch nahm er an keinem der fünf Konklave teil, die nach dem Ende des Schismas stattfanden – es ist sogar anzunehmen, dass er seit der Amtsübernahme im Comtat bzw. in Avignon Südfrankreich nicht mehr verlassen hat.

## Leben
Pierre de Foix (Pétro de Fuxo) entstammte dem Haus Grailly. Er war ein Sohn von Archambaud de Grailly, Captal de Buch und Isabelle de Foix aus dem Haus Comminges, die 1398 Gräfin von Foix, Vizegräfin von Castelbon, Vizegräfin von Béarn sowie Kofürstin von Andorra wurde. Als jüngerer Sohn war er für eine Karriere in der Kirche vorgesehen. Er erhielt seine Ausbildung bei den Franziskanern in Toulouse und im Konvent von Morlaàs, wo er auch sein Ordensgelübde ablegte. Als er zum Bischof ernannt wurde, hatte er noch keine Priesterweihe erhalten.
Am 23. Oktober 1409 wurde er von Alexander V. (Pisa) als Bischof von Lescar ausgewählt, benötigte aber zum Amtsantritt einen Dispens, da er das kanonische Alter noch nicht erreicht hatte. Am folgenden 11. November erhielt er die Erlaubnis, von einem katholischen Bischof geweiht zu werden. Unklar ist, ob er für das Amt des Erzbischofs von Toulouse vorgesehen war – Benedikt XIII. (Avignon) jedenfalls ignorierte dies und ernannte ihn am 5. Februar 1410 zum Administrator von Lescar (und drohte ihm vier Jahre später mit Absetzung). Die Verwaltung Lescars behielt er auch als Kardinal noch bis 1422 bei. Von Januar bis Juli und erneut im August 1433 war er wiederum Administrator von Lescar.
Im September 1414 wurde er von Johannes XXIII. (Pisa) zum Kardinalpriester ernannt, im Oktober dann zum Kardinal und am 30. des Monats schon zum Camerlengo. Er war Kommendatarabt des Klosters Saint-Antoine-et-Saint-Pierre in Lézat-sur-Lèze ab 5. Mai 1415. Ab 5. Februar 1416 nahm er am Konzil von Konstanz teil und auch am Konklave, das Martin V. am 11. November 1417 zum Papst wählte. Noch im gleichen Jahr erhielt er von ihm die Titelkirche Santo Stefano al Monte Celio zugewiesen. Von Avignon kommend erreicht er am 2. März 1419 Florenz, wo er ein gutes Jahr, bis 15. April 1420 blieb. Am 7. August 1422 wurde er zum Administrator von Comminges ernannt, was er bis 1451 blieb. In Rom kam er am 16. Dezember 1423 an.
Am 6. Januar 1425 wurde er zum Gesandten beim König von Aragón, Alfonso V. ernannt, er verließ Rom am 2. März. Etwa zur gleichen Zeit war er Administrator von Lombez (Anfang 1425 bis 25. März 1425). Legat war er erneut 1426 und 1429 – in diesem Jahr erreichte er am 26. Juli die Abdankung des Gegenpapstes Clemens VIII., der nur von Aragón anerkannt worden war, womit das in Konstanz grundsätzlich beendete Schisma endgültig überwunden war. Er hielt noch das Konzil von Tortosa (29. September – 5. November 1429) ab, bevor er Ende des Jahres nach Rom zurückkehrte.
Am 9. März 1430 wurde er zum Legaten im Comtat Venaissin ernannt. Papst Eugen IV. ernannte ihm am 14. März 1431 zum Kardinalbischof von Albano. Vom 9. November 1432 bis Juli 1433 war er Administrator von Mirepoix. Am 7. Juli 1433 nahm er als erster Päpstlicher Legat in Avignon den ehemaligen Papstpalast in Avignon in Besitz. Ein Aufstand, ihn aus dem Palast zu vertreiben, scheiterte am 15. September 1443. Papst Nikolaus V. ernannte ihm am 12. Mai 1447 zu seinem Generalvikar in temporibus in Avignon und im Comtat. Ende November 1448 hielt er in Avignon ein Provinzialkonzil ab. Am 3. Dezember 1448 nahm als Päpstlicher Legat gemeinsam mit René d’Anjou (genannt „le bon Roi René“) und dessen Ehefrau Isabella von Lothringen an der inventio der Reliquien von Marie Salome und Maria Jakobäa in Notre-Dame-de-la-Mer teil, das heute Les Saintes-Maries-de-la-Mer genannt wird.
Am 25. September 1450 wurde er zum Erzbischof von Arles ernannt; dieses Amt gab er am 24. März 1463 auf. Am 9. Oktober 1450 wurde er Kommendatarabt der Abtei Montmajour, vom 5. Juli 1451 bis zum 30. Mai 1459 war er Administrator von Dax. Er hielt 1453 in Arles ein Provinzialkonzil ab, ein weiteres in Avignon 1458; dieses Konzil veröffentlichte die erste formelle Erklärung zur Unbefleckten Empfängnis der Jungfrau Maria. Am 3. September 1455 feierte er in der Kathedrale von Arles die zweite Ehe von René d’Anjou mit Jeanne de Laval.
Am 11. Februar 1463 wurde er zum Administrator von Auch ernannt, verzichtete aber am gleichen Tag zugunsten seines Neffen Jean de Lescun, der am 14. März anerkannt wurde. Die Aufgabe des Administrators von Tarbes, die ihm am gleichen Tag zugewiesen wurde, übernahm er jedoch bis zu seinem Tod.
Obwohl er 50 Jahre lang Kardinal war, nahm er in dieser Zeit an keinem Konklave teil (1431, 1447, 1455, 1458 und 1464) mit Ausnahme des Konzils von Konstanz, dass mit der damaligen Papstwahl (1417) als Konklave gezählt wird.
Er starb am 13. (oder 30.) Dezember 1464 in Avignon, 78 Jahre alt, und wurde in der dortigen Franziskanerkirche bestattet. Er hinterließ eine reiche Bibliothek, von denen die meisten Bände dem Gegenpapst Benedikt XIII. gehört hatten. Toulouse verdankt ihm die Gründung des Collège de Foix mit einer Stiftung für bedürftige Studenten.